# 保守黨黨魁 (英國)
保守黨黨魁（英語：Leader of the Conservative Party），又称保守黨領袖，是英國保守黨的最高領導人。現任黨魁為凱米·巴德諾赫，於2024年11月2日就任至今。
作為下議院長期第一或第二大黨，保守黨黨魁傳統上兼任首相或反對黨領袖。而過去百多年幾乎所有黨魁皆出自下議院。

## 選舉程序
按照保守黨憲章，保守黨黨魁須由黨內國會議員擔任，
現時黨魁人選乃先從下議院黨團中以淘汰制選出兩人，再交由全體黨員投票決定。

## 歷任列表
| 姓名 (生–卒)                         | 肖像 | 所屬選區                                          | 任期                           | 備註                                            |
| ------------------------------------ | ---- | ------------------------------------------------- | ------------------------------ | ----------------------------------------------- |
| 安德鲁·博纳·劳 （1858－1923）        |      | 中格拉斯哥                                        | 1922年10月23日- 1923年5月28日  | 黨團會議；在位大部分時間兼任首相                |
| 斯坦利·鲍德温 （1867－1947）         |      | 比尤德利                                          | 1923年5月28日－1937年5月31日   | 黨團選出；1923-24、1924-29、1935-37年兼任首相   |
| 内维尔·张伯伦 （1869－1940）         |      | 伯明翰埃奇巴斯顿                                  | 1937年5月31日－1940年10月9日   | 黨團會議；除在位最後數月的大部分時間兼任首相    |
| 温斯顿·丘吉尔 （1874－1965）         |      | 艾坪（-1945） 伍德福德（1945-）                   | 1940年10月9日－1955年4月21日   | 黨團會議；1940-45、1951-55年兼任首相            |
| 安东尼·艾登 （1897－1977）           |      | 沃里克和莱明顿                                    | 1955年4月21日－1957年1月22日   | 黨團會議；在位大部分時間兼任首相                |
| 哈羅德·麥美倫 （1894－1986）         |      | 布罗姆利                                          | 1957年1月22日－1963年11月11日  | 黨團會議；在位大部分時間兼任首相                |
| 亚历·道格拉斯-休姆爵士 （1903–1995） |      | 上議院世襲貴族（－1963） 金罗斯和珀斯郡（1963－） | 1963年11月11日－1965年7月27日  | 黨團會議；1963年放棄貴族身分，兼任首相至1964年  |
| 爱德华·希思 （1916–2005）            |      | 贝克斯利（－1974） 席德卡普（1974－）             | 1965年7月27日－1975年2月11日   | 選出；1970-74年兼任首相                         |
| 戴卓爾夫人 （1925－2013）            |      | 芬奇利                                            | 1975年2月11日－1990年11月27日  | 選出；任期最長兼首位女性黨魁；1979-90年兼任首相 |
| 馬卓安 （1947－）                    |      | 亨丁顿                                            | 1990年11月27日－1997年6月19日  | 對手退選；除在位最後一個月的大部分時間兼任首相  |
| 夏偉林 （1961－）                    |      | 約克郡里奇蒙                                      | 1997年6月19日- 2001年9月13日   | 選出；未曾拜相                                  |
| 施志安 （1954－）                    |      | 青福德和伍德福德格林                              | 2001年9月13日－2003年11月6日   | 選出；未曾拜相                                  |
| 夏偉明 （1941－）                    |      | 福克斯通和海斯                                    | 2003年11月6日－2005年12月6日   | 無競爭當選；未曾拜相                            |
| 戴维·卡梅伦 （1966－）               |      | 威特尼                                            | 2005年12月6日－2016年7月11日   | 選出；2010-16年兼任首相                         |
| 文翠珊 （1956－）                    |      | 梅登黑德                                          | 2016年7月11日－2019年7月23日   | 對手退選；在位大部分時間兼任首相                |
| 鲍里斯·约翰逊 （1964－）             |      | 堊橋和南赖斯利普                                  | 2019年7月23日－2022年9月5日    | 選出；在位大部分時間兼任首相                    |
| 莉兹·特拉斯 （1975－）               |      | 西南諾福克                                        | 2022年9月5日－2022年10月24日   | 選出；在位大部分時間兼任首相                    |
| 里希·苏纳克 （1980－）               |      | 里奇蒙（2022-2024） 列治文及諾亞倫頓（2024）      | 2022年10月24日－ 2024年11月2日 | 對手退選；除在位最後三個月的大部分時間兼任首相  |
| 栢丹娜 （1980－）                    |      | 西北雅息士                                        | 2024年11月2日－                | 選出；未曾拜相                                  |